# Gromphadorhina picea
Gromphadorhina picea är en kackerlacksart som beskrevs av van Herrewege 1973. Gromphadorhina picea ingår i släktet Gromphadorhina och familjen jättekackerlackor. Inga underarter finns listade i Catalogue of Life.